# Ferdinand Mayerhofer von Grünbühel
Ferdinand Franz Xaver Johann Freiherr Mayerhofer von Grünbühel, uneori Mayerhoffer, (n. 16 mai 1798, Viena, Monarhia Habsburgică – d. 26 martie 1869, Klagenfurt, Austria) a fost un ofițer austriac, ulterior Feldmarschall-Leutnant, cavaler al Ordinului Maria Terezia, profesor, diplomat și prieten al lui Franz Schubert.

## Biografie

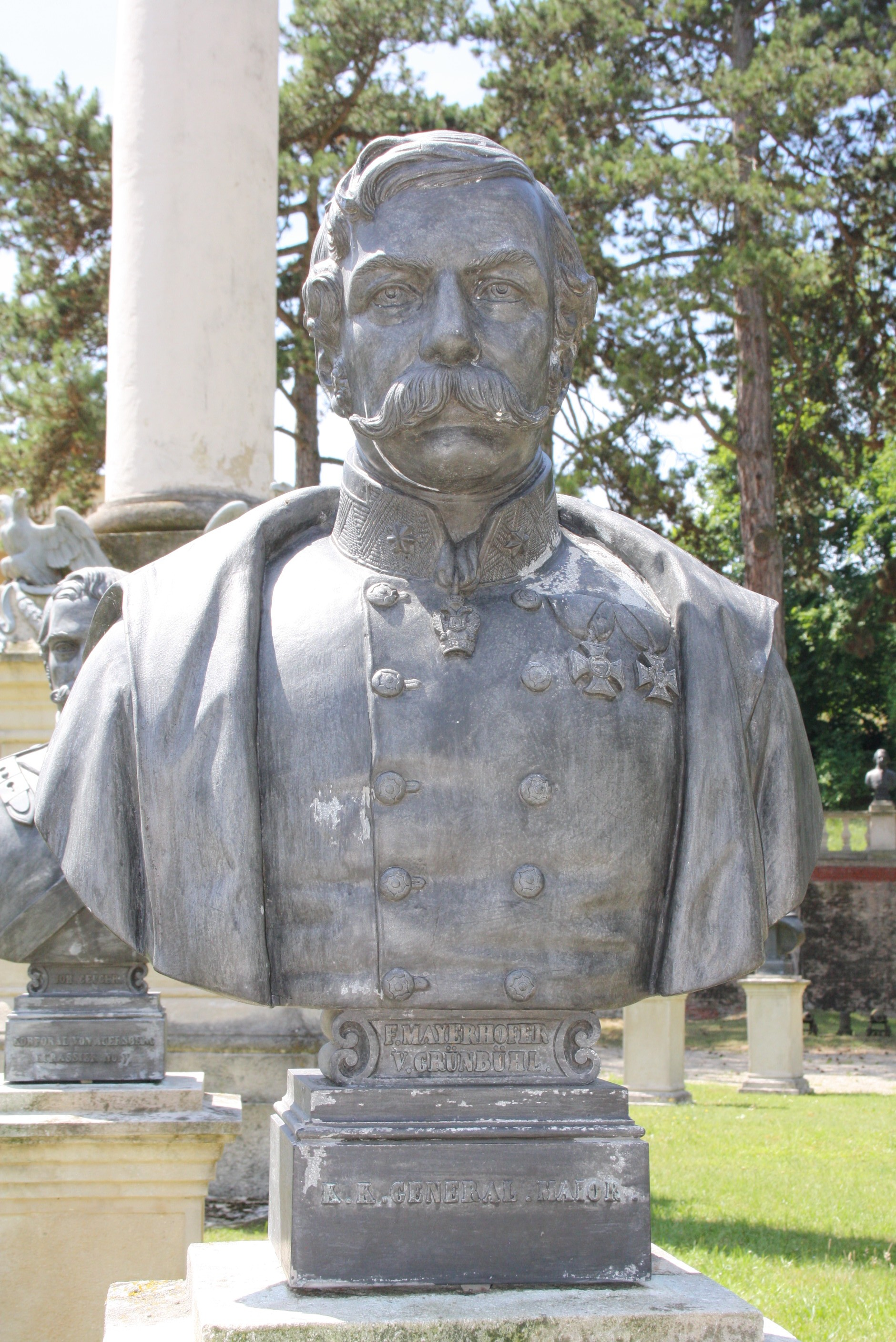
Baronul Ferdinand von Mayerhofer - bust în Memorialul Heldenberg

Mayerhofer s-a alăturat în 16 decembrie 1815 pe post de cadet în Marina Imperială Austriacă, a fost avansat în aprilie 1821 la gradul de stegar (Fregattenleutnant) și a fost decorat în 1823 cu Crucea de cavaler a Ordinului portughez al lui Cristos. A fost transferat apoi în decembrie 1824 în armata de uscat ca Oberleutnant în Regimentul de infanterie nr. 20 „Graf von Hohenegg”. În 1825 a fost numit profesor de matematică la Academia Militară Tereziană din Wiener Neustadt a reamintit, iar în anii 1828 și 1829 a fost topograf și geodez la cartierul militar din Iliria și în anul 1830 a devenit ofițer de stat major însărcinat cu aprovizionarea. În aprilie 1831 a fost avansat la gradul de Kapitänleutnant și șapte luni mai târziu la gradul de căpitan. În perioada 1836-1840 a deținut funcția de comandant (Platzcommandant) la Cracovia.
Pe 6 martie 1841 a fost avansat la gradul de maior și a fost numit pe 9 martie 1844 în funcția de consul la Belgrad, unde pe 1 decembrie 1844 a fost avansat locotenent-colonel și atașat simultan în Regimentul de infanterie nr. 57 „Freiherr von Mihaievits” (numit pe atunci Freiherr von Haynau).
Ofițerul a fost avansat pe 20 august 1848 la gradul de colonel și, fiindcă era în același timp consul la Belgrad, însărcinat cu pregătirea operațiunilor militare din Banat. Din iunie până în luna octombrie a aceluiași an Mayerhofer s-a ocupat cu apărarea Banatului de insurecția militară maghiară, fără a primi vreun ordin deși avea postul de consul imperial la Belgrad. A alcătuit un corp de armată din trupele limitate aflate în Banat și din populația aflată în zona regimentelor de graniță, pe care l-a condus personal. 
După ce inamicul a avansat de la Alibunar la Nundorf la 1 ianuarie 1849, cu forțe armate substanțiale și un număr mare de tunuri, colonelul Mayerhofer a stabilit ca principală sarcină a acestui corp prevenirea cuceririi orașului Panciova de către maghiari. Ofițerul a luat decizii pentru apărarea localității cu mare atenție. În momentul decisiv din 2 ianuarie, când inamicul a atacat orașul simultan din trei părți, presând în special dinspre râul Timiș, colonelul a condus personal Batalionul 5 Peterwardeiner din centrul liniei sale împotriva flancului stâng al cavaleriei atacatoare maghiare și a forțat-o să se retragă. Continuarea urmăririi a dus la împingerea unităților atacatoare în spatele liniei de apărare a unităților sârbe și a presat puternic inamicul.
Pentru eficacitatea acțiunilor sale împăratul Franz Joseph I l-a decorat pe 24 februarie 1849 cu Ordinul Coroana de Fier cu însemne de război și l-a înaintat pe 26 martie 1849 la gradul de general-maior. Ca un alt semn de recunoaștere a succesului unității conduse de el în apărarea orașului Panciova generalul Mayerhofer a fost decorat în aceeași zi cu crucea de cavaler al Ordinului Maria Terezia.
Pe 11 iulie 1849 generalul Mayerhofer a fost însărcinat cu comanda unităților militare imperiale cantonate în sudul Serbiei. În ședința Consiliului de Miniștri austriac din 9 octombrie 1849 a fost numit în funcția de comandant militar de district în Timișoara, iar pe 18 noiembrie 1849, după intrarea în vigoare a noii împărțiri militare a zonei, Mayerhofer a devenit guvernator provizoriu (provisorischer Landeschef) al Voivodinei Sârbești și Banatului Timișan cu reședința la Timișoara, până în 16 august 1851, când este înlocuit cu feldmareșalul Coronini. În 1854 primește o misiune la Berlin, iar pe 16 noiembrie 1856 este trecut în rezervă cu gradul de Feldmarschalleutnant ad honores. Ultimii ani și-i dedică unor misiuni bisericești, fiind membru și prefect al Congregației mariane din Viena.
În conformitate cu statutele nobilimii generalul Mayerhofer a fost ridicat de împăratul austriac pe 12 ianuarie 1850 la rangul de baron, cu predicatul von Grünbühl. S-a căsătorit pe 11 februarie 1832 cu Anna Hoenig (n. 27 august 1804), cu care a avut doi copii: Maria, născută pe 9 aprilie 1835, și Emil Franz
Ferdinand, născut pe 17 iulie 1841.
Baronul a fost, de asemenea, un prieten și protector al compozitorului Franz Schubert. Astfel, a tradus pentru el câteva lieduri în limba germană, inclusiv Trinklied din limba engleză (după textul original al lui William Shakespeare).

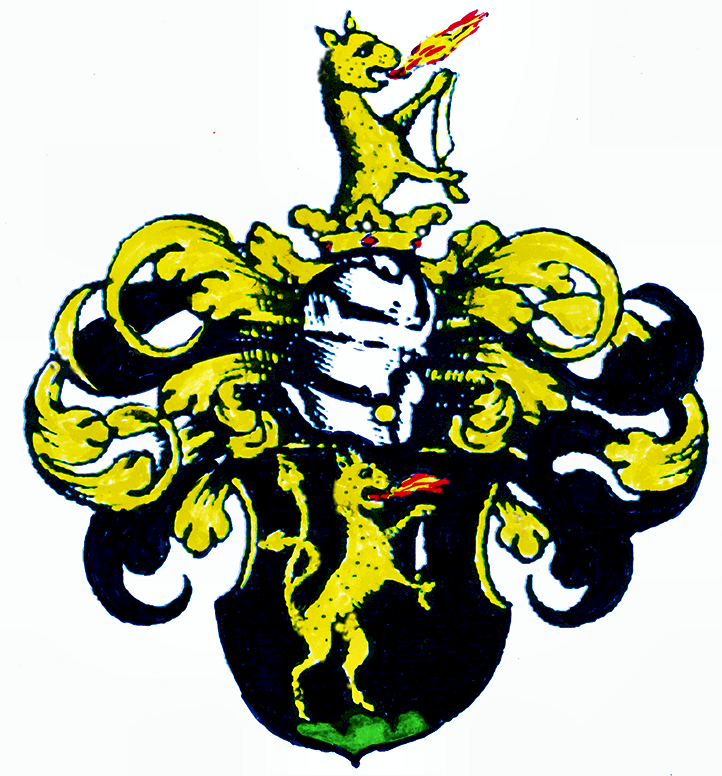
Blazonul familiei nobiliare Mayerhofer von Grünbühel